# 納爾瓦戰役 (1944年)
納爾瓦戰役（德語：Schlacht bei Narva）是第二次世界大戰后期德軍與蘇聯列寧格勒方面軍為爭奪納爾瓦地峡所進行的一連串戰鬥。戰鬥發生於蘇德戰爭的北方戰線，主要分為納爾瓦橋頭堡戰役、坦能堡防線戰役與蘇軍的金吉謝普–格多夫攻勢及納爾瓦攻勢。本次行動為1944年蘇軍冬季至春季之攻勢的一部分，而根據約瑟夫·史達林的「寬闊前線」戰略，這場攻勢的發動時機將與第聶伯河-喀爾巴阡山脈攻勢相配合。
1944年1月蘇軍以北方列寧格勒-大諾夫哥羅德攻勢，於愛沙尼亞獲得了部份勝利，推進到納爾瓦河一線，準備消滅德軍「納爾瓦」分遣軍並深入愛沙尼亞。2月，蘇軍已在河流對岸成功建立了一些橋頭堡，但在嘗試將其擴大的行動卻失敗，德軍猛烈的反擊不但摧毀了通往納爾瓦北面的橋頭堡，更使得南面的橋頭堡遭到嚴重破壞，令德軍防線到1944年7月以前再度回歸穩定。蘇軍的納爾瓦攻勢以及接連的坦能堡防線戰役是蘇軍在1944年夏秋兩季攻勢的一部分，並與南部的利沃夫-桑多梅日攻勢相配合。之後蘇軍成功拿下了這座城市，並迫使德軍向「坦能堡防線」撤退，其位於紀念山，距離納爾瓦只有16公里。在接連發生的坦能堡防線戰役中，德軍成功守住了這條防線。因此史達林意圖佔領愛沙尼亞，將其作為海空軍基地以方便攻擊芬蘭及東普魯士的目標並未達成，反而蘇軍在波羅的海的攻勢被阻擋了7個半月。
一些外國的自願者以及愛沙尼亞義務兵站在德軍的一方參加了這場戰鬥，在支持德軍不合法徵兵要求下，這些愛沙尼亞抵抗組織希望建立一支國際軍隊並恢復愛沙尼亞的獨立。

## 背景

### 地形
地形在這場攻勢中扮演著重要的角色，在納爾瓦海岸邊，海拔幾乎高達100公尺，而且周邊地區被大量水域，例如納爾瓦河以及普柳薩河分割開來，這個區域被樹林及沼澤包圍著，只有某些區域適合大規模軍隊的運動。
以戰略的角度來看，位於楚德湖及芬蘭灣之間的地狹，這個寬度僅有45公里的荒地被納爾瓦河分成兩半，最重要的補給路線，納爾瓦－塔林高速公路以及納爾瓦－塔林鐵路。除此之外，並沒有其他的東西向道路能提供大批的軍隊補給。

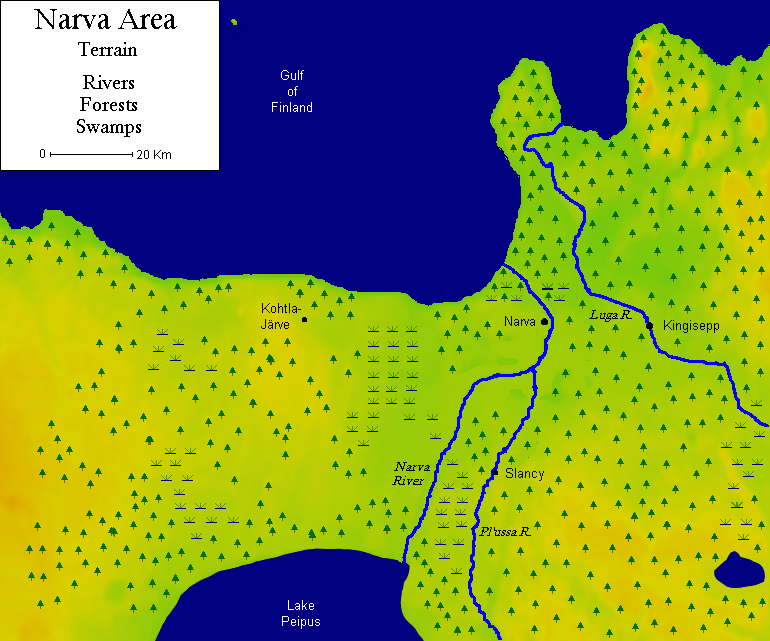
納爾瓦地區之地形，被水和樹木分隔開來

### 前期行動
1944年1月14日列寧格勒方面軍展開了克拉斯村－羅普斯察攻勢，企圖擊潰位於橘樹鎮的德國第18軍團。在攻勢發起後第3天，蘇軍突破了德軍的防線並向西推進，德國北方集團軍將納爾瓦的居民撤走。

### 蘇軍目標
1944年在蘇軍控制戰局後，蘇聯最高統帥部開始制定更具野心的計畫。在1943－1944年的冬季作戰中，史達林命令蘇軍在整條蘇德前線上實施進攻以繼續他在戰爭開始時便大力追求的「寬闊前線」的戰略。如果蘇軍對整條戰線施壓的話，德軍的防線很可能會有一部分遭到突破。蘇軍在這個冬天於烏克蘭及白俄羅斯都取得進展，並打擊德軍在波羅的海地區的豹防線。
突破納爾瓦地峽對於蘇軍而言相當重要，如果成功蘇軍將可無阻礙地沿著海岸攻向塔林，並將北方集團軍趕出愛沙尼亞，再將其包圍。由於波羅的海艦隊圍困芬蘭灣東岸，塔林成為離波羅的海最近的出口。從愛沙尼亞實施空中及兩棲進攻以逐出北方集團軍亦可使芬蘭屈服。而蘇聯最高統帥部要進攻東普魯士的希望亦須通過愛沙尼亞，因為他們發現德軍的抵抗接近崩潰。在列寧格勒方面軍的指揮官列昂尼德·戈沃羅夫以及波羅的海艦隊的指揮官Vladimir Tributz的共同參與下，一個摧毀北方集團軍的計劃已經準備就緒。史達林命令部隊不惜一切代價，於2月17日以前攻佔納爾瓦:
“這是部隊應於1944年2月17日以前拿下納爾瓦的命令。這出自於軍事及政治上的需要，這是目前最重要的事。我要求你們使用任何可行的方法，在不超過指定的時限內解放納爾瓦。”史達林
在列寧格勒方面軍的失敗後，史達林在2月22日下達了新命令：突破德軍“納爾瓦”支隊的防禦，對位於愛沙尼亞南部的派爾努港進行打擊並消滅在愛沙尼亞東南部的兩個德軍軍團，攻向拉脫維亞並打通通向東普魯士及中歐的道路。2月22日當時蘇軍的攻勢已停頓了3個星期，蘇聯向芬蘭提出和平條件。當芬蘭不接受和平條件後，戰事重新展開並使他們回到談判桌上。為了使蘇聯在談判上獲得更多的籌碼，史達林需要拿下愛沙尼亞，史達林的願望成了對列寧格勒方面軍的命令，即使他們情況危急。在增援抵達後，納爾瓦前線在1944年3月成為整個愛沙尼亞前線中，軍事力量分布最密集之地。在1944年7月一份以塔林為目標的詳細之蘇軍進攻計畫已經準備就緒。

### 蘇軍部署

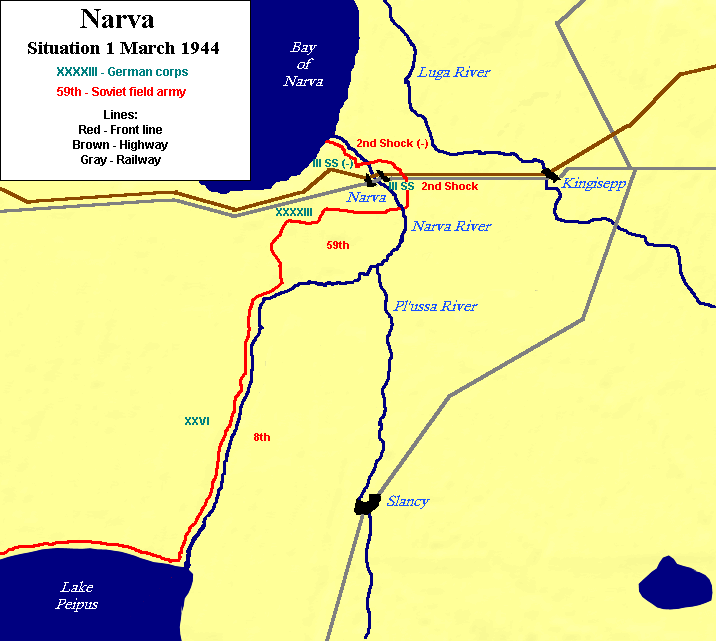
1944年3月，納爾瓦一帶之情況

1944年3月有3個蘇軍軍團被集結起來，第2突擊軍團被部署在納爾瓦對岸靠北方的地區，第59軍團被部署於納爾瓦南面，第8軍團則位於第59軍團的南方，其分佈為長達50 公里寬的正面，戰線一直延伸到楚德湖。在冬季至春季攻勢中的蘇軍兵力規模的詳細資料並沒有被任何機關公布，因此直到蘇軍檔案對外公開或是被提供給非俄羅斯調查員以前，目前無法確切指出蘇聯在冬季至春季攻勢中所投入的兵力。根據愛沙尼亞歷史學家漢尼斯·沃爾特的估計，在納爾瓦戰役中蘇軍人數約為205,000人，這是根據愛沙尼亞歷史學家馬爾特·拉爾將參戰師團數量乘以每師假定的人數大約200,000人而得來的數字。在1944年3月1日列寧格勒方面軍的戰鬥序列為：
- 蘇聯第2突擊軍團－Lieutenant General Ivan Fedyuninsky
  - 第43步兵軍－Major General Anatoli Andreyev
  - 第109步兵軍－Major General Ivan Alferov
  - 第124步兵軍－Major General Voldemar Damberg

- 蘇聯第8軍團－Lieutenant General Filip Starikov
  - 第6步兵軍－Major General Semyon Mikulski
  - 第112步兵軍－Major General Filip Solovev

- 蘇聯第59軍團－Lieutenant General Ivan Korvnikov
  - 第117步兵軍－Major General Vasili Trubachev
  - 第122步兵軍－Major General Panteleimon Zaitsev

個別分隊:
- 愛沙尼亞第8步兵軍－Lieutenant General Lembit Pärn[17]
- 第117步兵軍 - Major General Pavel Artyushenko
- 第124步兵師 - Colonel Mikhail Papchenko
- 第30親衛步兵軍 - Lieutenant General Nikolai Simonyak
- 第46、第260和第261獨立親衛重型坦克和第1902獨立自行火砲團[18]
- 第3突破炮兵軍 - Major General N. N. Zhdanov
- 第3親衛坦克軍 - Major General I. A. Vovchenko

當納爾瓦攻勢 (1944年7月)開始時，列寧格勒方面軍部署了136,830人，150輛坦克、2,500輛突擊砲以及超過800架飛機。

### 德軍及芬軍目標
國防軍陸軍總司令部相信能否控制納爾瓦河是件非常重要的工作。一旦蘇軍突破，將會使德軍喪失對愛沙尼亞北方海岸的控制，使得蘇聯的波羅的海艦隊能夠自由地進出芬蘭灣及因此該艦隊能進入波羅的海。 陸軍上將格奥爾格·林德曼對第11步兵師下達日常命令:
|  | 我們正站在祖國領土的邊界上，任何的後退都會把戰爭通過空中及海底帶向德國。 |

當芬蘭與蘇聯談判和平條件時，國防軍陸軍總司令部將注意力放在納爾瓦前線，用盡一切方法使芬蘭守軍指揮部相信德軍的防線經得起蘇軍的進攻。在1944年春季，德國針對納爾瓦的情況向來訪的芬蘭代表團進行詳細報告。
對波羅的海地區的突破將威脅德國對整個波羅的海的控制權以及來自瑞典鐵礦的供應。更重要的是，一旦納爾瓦失守，鄰近生產油頁岩的科赫特拉-耶爾韋礦床(位於納爾瓦西邊32公里)將不能繼續支持德國的戰爭機器。這裡除了擁有適合防禦的狹窄道路外，納爾瓦周邊亦為樹林及沼澤包圍，其位於納爾瓦河的對岸，作為一個要塞，它的位置十分理想因為作戰部隊可以觀察到該市南部和北部沿河流域的戰鬥。
該位置位於豹防線北面區域。德國陸軍元帥格奧爾格·馮·屈希勒希望將北方集團軍撤退到豹防線以組織防禦，一開始希特勒拒絕，並將其撤職，由瓦爾特·莫德爾接任。莫德爾同意屈希勒的方針，然而，其作為希特勒的寵臣，他被希特勒賦予更大的自由。莫德爾沿著納爾瓦河建立了一條防線，並在納爾瓦河東岸的伊萬哥羅德建立了一個強大的橋頭堡，這平息了希特勒的怒火並允許德軍沿河佈防。1944年2月1日，北方集團軍命令斯博赫曼戰鬥群(於2月23日被改為“納爾瓦”分隊)不惜代價的防守從芬蘭灣到楚德湖部分的豹防線。
蘇軍在獲得好的開始後，在1944年2月8日，芬蘭總統獲得了由史達林提出的和平條約。由於"納爾瓦"分隊在二月中到四月間取得了戰術上的勝利，芬蘭於1944年4月18日暫停對蘇聯的談判。

### 愛沙尼亞抵抗軍目標

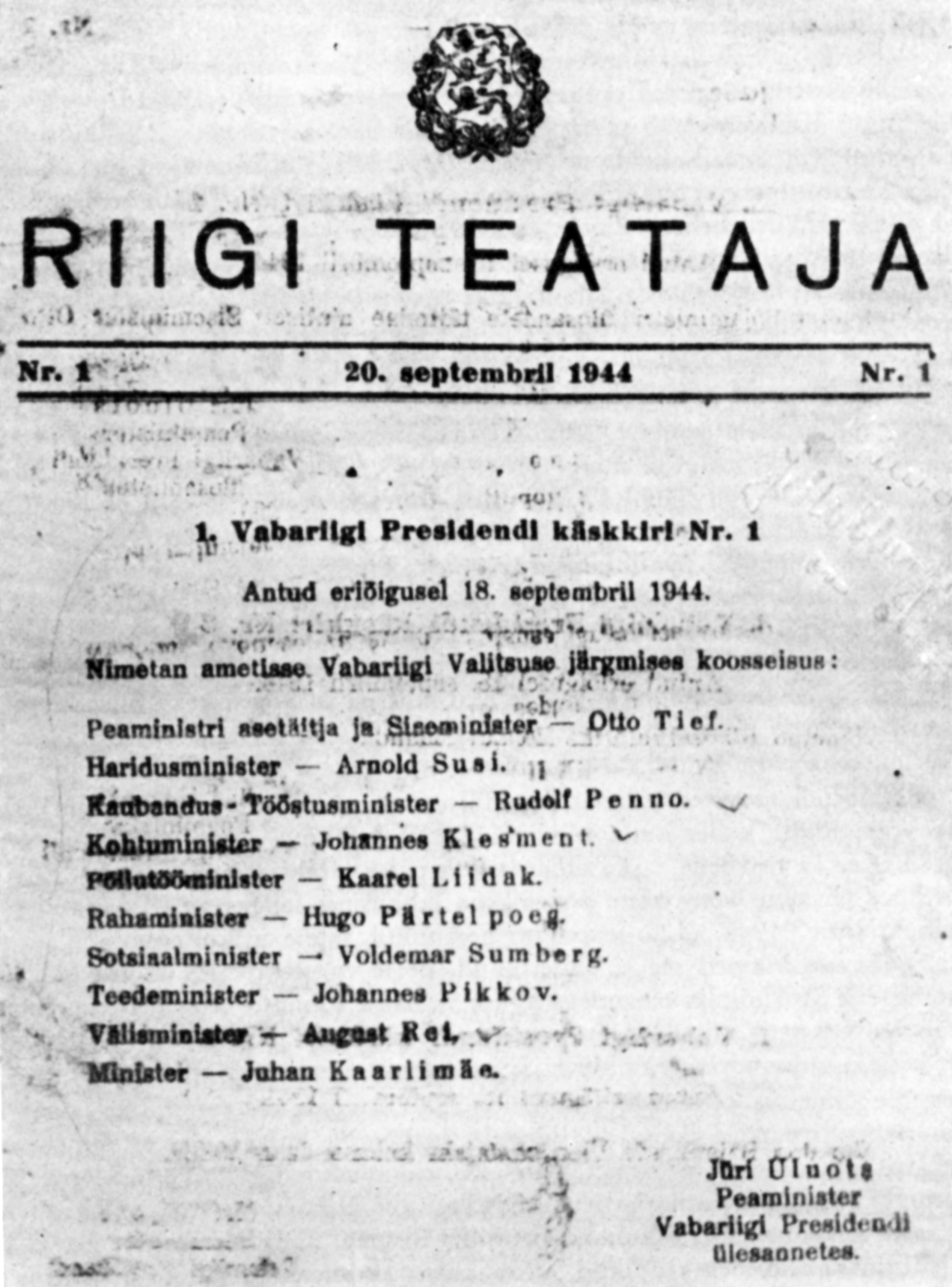
1944年9月18日，愛沙尼亞政府在政府公報中的宣布

在納粹德國占領期間，愛沙尼亞獨立運動並不存在。愛沙尼亞憲法仍然有效，愛沙尼亞政治人物於1944年2月14日成立了愛沙尼亞國際委員會的地下組織。而康斯坦丁·佩茨總統仍被蘇維埃當局監禁，根據憲法行政首長為總理尤里·烏魯沃特。由德國任命的愛沙尼亞自治當局曾試圖幾次下達總動員令但不成功，根據海牙公約這種行動是非法的，并且被烏魯沃特反對。1944年2月，列寧格勒方面軍逼近納爾瓦，使蘇軍占領愛沙尼亞成為實際存在的威脅，烏魯沃特的立場傾向德國。在2月7日的廣播演說中，烏魯沃特提出一個武裝的愛沙尼亞將可有效的抵抗德國及蘇聯。他還暗示說，在愛沙尼亞的土地上，愛沙尼亞軍隊會：“…給予我所能夠透露的更廣泛的意義。”根其他的愛沙尼亞歷史學家一樣，烏魯沃特認為對蘇聯戰鬥是一種防止蘇聯重新占領愛沙尼亞，使國家保持獨立的方法。 其所推展的徵兵工作獲得了廣泛的支持,大約動員了38,000人，這些人被改組成7個邊境守衛隊，虛構地被命名為 武裝親衛隊第20愛沙尼亞師，德國武裝部隊之間俗稱為愛沙尼亞師。加上在芬蘭軍隊中由愛沙尼亞人組成的芬蘭第200步兵旅、武裝親衛隊中的愛沙尼亞自願者及早些時候德軍撤到愛沙尼亞時徵集的人數，在1944年共有70,000名愛沙尼亞士兵接受納粹德軍指揮。

### “納爾瓦”支隊的組成
1944年2月，第50和第54軍聯同武裝親衛隊第3裝甲軍在撤退到納爾瓦後被部署在第18軍團的左翼。2月4日，施蓬海默集團被調離第18軍團，直接受北方集團軍指揮。在部隊已經到達後，希特勒下令增援。2月1日統帥堂裝甲軍以及超過10,000名部隊和裝備被從白俄羅斯空運通過在塔爾圖的機場進入愛沙尼亞。一個星期後，大德意志師的第5營抵達前線。Gnesen擲彈兵團(一個以在波蘭被取代的部隊組成的特設團)被從德國送來和在2月11日抵達。3天後，第214步兵師被從挪威調來。在未來2週內有數個單位被調來增援，包括武裝親衛隊第11裝甲擲彈兵師以及國防軍幾個師、愛沙尼亞師司和愛沙尼亞本土邊防衛隊和警察營。步兵將軍奧托·施蓬海默被約翰內斯·弗里斯纳將軍取代和2月23日施蓬海默集團被改名為“納爾瓦”陸軍分隊。北方集團軍在2月22日下令部署“納爾瓦”支隊在以下位置：武裝親衛隊第3裝甲軍部署到納爾瓦，河東岸的伊万哥羅德橋頭堡及納爾瓦以北；第44軍版被部署至該市以南的Krivasoo橋頭堡和第26軍被部署至Krivasoo和佩普西湖之間地區。截至1944年3月1日，這個集團軍共有123,541人參戰及下列為戰鬥序列:
- 第26軍 - 親衛隊上級集團領袖安東·格拉塞爾
  - 第11步兵師
  - 第58步兵師
  - 第214步兵師
  - 第225步兵師
  - 愛沙尼亞第3邊境防衛旅（在4月15日）
- 第43軍 - 親衛隊上級集團領袖卡爾·馮·歐文
  - 第61步兵師
  - 第170步兵師
  - 第227步兵師
  - 統帥堂裝甲擲彈兵師
  - 格內森擲彈兵團
- 武裝親衛隊第3裝甲軍 - 親衛隊上級集團領袖費利克斯·施泰納
  - 武裝親衛隊第11裝甲擲彈兵師
  - 武裝親衛隊第4“尼德蘭”志願裝甲擲彈兵旅
  - 武裝親衛隊第20愛沙尼亞師

個別單位:
- 東部區域，海岸防衛（第2防空師司令部作為總部） - “Alfons Luczny陸軍中將”
  - 愛沙尼亞“雷瓦爾”團
  - 第3愛沙尼亞警察營
  - 第2愛沙尼亞東部營

其它軍事單位:
- 第113炮兵司令部
- 第32高級前鋒司令部
- 第502重型坦克營
- 第752反坦克營
- 第540特別步兵(訓練)營

在1944年夏天，統帥堂裝甲擲彈兵師和7個步兵師被從納爾瓦陣線調走，共有22,250人被該地區離開。

## 戰鬥行動

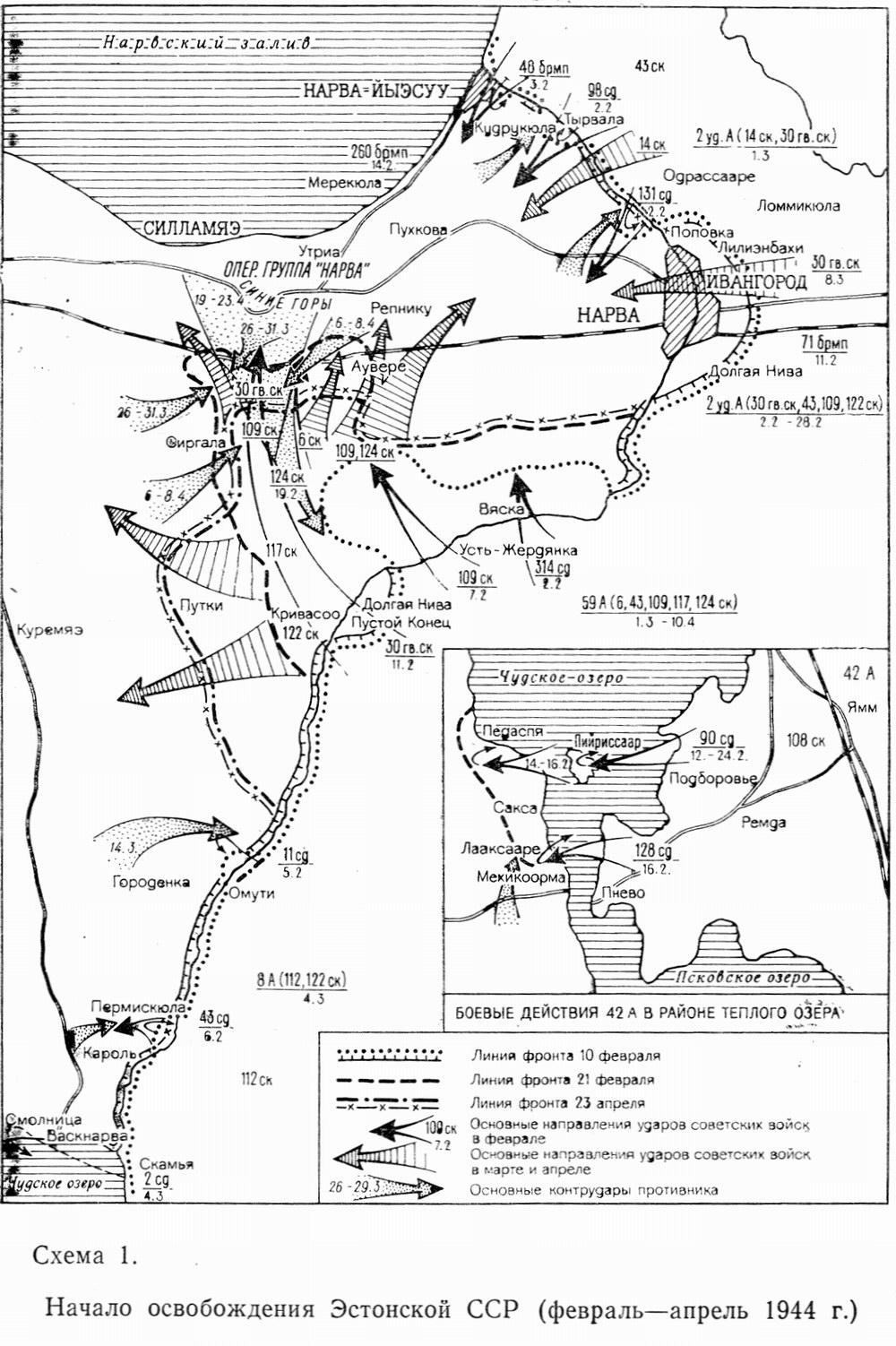
1944年2月 - 4月，愛沙尼亞行動開始時的蘇軍地圖

### 橋頭堡的建立
金吉謝普-格多夫攻勢在2月1日展開，隸屬於蘇軍第2突擊軍團的第109步兵軍在第一天便攻占金吉謝普。德國第18軍團被迫撤到納爾瓦河東岸新的陣地上。2月2日,第2突擊軍團先頭部隊穿越了納爾瓦河並在西岸建立了一些位於納爾瓦南北兩邊的橋頭堡。5天後,第2突擊軍團在Krivasoo沼澤擴展了橋頭堡，暫時切斷了納爾瓦-塔林鐵路。 戈德羅夫未能利用這個優勢來包圍正尋求增援的德軍，這些增援大部分來自反對蘇聯占領愛沙尼亞的愛沙尼亞人。同時,蘇軍第108步兵軍陸上單位穿越在納爾瓦南面120公里楚德湖，圍繞著Meerapalu村，建立了橋頭堡。巧合的是，武裝親衛隊第45團I營(愛沙尼亞第1團)正好抵達納爾瓦，2月15-16日，第44步兵團的一個營 (成員來自東普魯士)、愛沙尼亞第1團I營以及一個空軍中隊摧毀了蘇軍的橋頭堡。在摩爾庫拉的登陸作戰中，為數517人的的第260獨立海軍步兵旅在施蓬海默防線背後之沿海市鎮摩爾庫拉實施登陸。但是，該單位幾乎全軍覆沒。

### 納爾瓦攻勢，2月15日–28日及3月1–4日
蘇軍第30步兵軍以及蘇軍第124步兵軍在2月15日展開新一波的納爾瓦攻勢。在激烈的戰鬥中，施蓬海默團的單位耗盡了蘇軍的能量，使其停止了進攻。德蘇雙方皆利用這個空檔準備下一次的戰鬥，新成立的武裝親衛隊第45及46團（第1和第2愛沙尼亞），隸屬於尼德蘭師，在3月6日以前消滅了蘇軍位於納爾瓦北面的橋頭堡。第59軍團自Krivasoo沼澤向西進攻，包圍了第214步兵師以及愛沙尼亞第658和第659團。被包圍單位的抵抗使德軍有時間調動部隊以阻止第59軍團的推進。

### 3月6日–24日
蘇聯空軍在3月6日對納爾瓦這個歷史名城發動空襲，空襲及炮轟對在伊万哥羅德的“諾爾蘭”及“尼德蘭”支隊投下了100,000枚炮彈及手榴彈欲準備第30步兵師在3月8日的攻勢，在納爾瓦的北面展開了數場激戰，在這裡第14步兵軍獲得來自第8愛沙尼亞步兵軍的炮火支援，企圖再次建立橋頭堡。武裝親衛隊愛沙尼亞師數個旅擊退了蘇軍的攻擊並給予他們大量殺傷
蘇聯對愛沙尼亞城市的平民轟炸為這次攻勢的一部分，企圖使愛沙尼亞不再站在德國一方。蘇聯在3月9日之前的晚上長距離飛行轟炸了塔林，整個城市大約有40%的建築物被摧毀，25,000人在無掩蔽的情形下撤離，500名市民遇害。這次轟炸對蘇聯產生反效果，人們對蘇聯的戰爭罪行的反感促使更多人響應德國的徵兵。
蘇軍坦克在3月17日發動對奧斯維車站的進攻，為德軍第502重坦克營的一個連所阻止。納爾瓦攻勢 (1944年3月18日 - 24日)持續一星期 直到蘇軍遭受了大量的傷亡而不得不轉入防禦為止，這令“納爾瓦”分隊獲得主動權。

### 施特拉赫維茨攻勢
3月26日，施特拉赫維茨戰鬥團於Krivasoo橋頭堡西側殲滅了以楔型隊型前進的蘇聯第8軍團。在4月6日, Krivasoo橋頭堡東側的蘇軍亦遭到施特拉赫維茨戰鬥團消滅。大茨奥赫·開姆尼茨·的哈津特·斯塔赫维茨伯爵將軍受到這次成功的激勵， 開始嘗試消滅整個橋頭堡，但由於春天的泥濘，使得虎式坦克不能穿越沼澤，因此行動並不成功。至4月底，雙方已相互耗盡了自己的力量。接著前線便相對平靜，直到1944年7月。

### 納爾瓦攻勢, 1944年7月
巴格拉基昂行動及維堡-彼得羅扎沃茨克攻勢使得北方集團軍將位在納爾瓦的大部分部隊調至中央集團軍及芬蘭。因此在7月，他們並沒有足夠的力量防衛納爾瓦，北方集團軍因此準備將部隊撤至距離納爾瓦16公里紀念山的坦能堡防線，這並沒有被列寧格勒方面軍所查覺，他們計畫了一個新的納爾瓦攻勢，並將參加對芬蘭作戰的部分兵力抽調過來，使得列寧格勒方面軍在兵力及裝備上都取得了4比1的優勢。在德國撤退前，蘇聯第8軍團展開進攻. “諾爾蘭”以及“尼德蘭”分隊在7月25日前的夜晚根據斯坦納將軍的計畫安靜的撤退。蘇聯第2突擊軍團在7月25日重新發起進攻，在1,360輛突擊砲的掩護下，該軍團渡過了納爾瓦河，愛沙尼亞第1團全力阻止第2突擊軍團追上正在撤退的友軍。由於戰術的失誤，武裝親衛隊第48裝甲擲彈團被殲滅。蘇軍在7月26日攻下納爾瓦。

### 坦能堡防線戰役

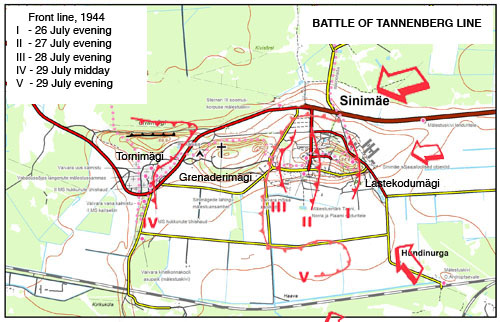
坦能堡防線戰役，1944年7月26日–29日

蘇聯第201及256步兵師攻擊坦能堡防線並攻佔位於東端的三個山丘。一個反坦克連，武裝親衛隊第24裝甲擲彈團(武裝親衛隊丹麥團)在下一個夜晚回到該山丘。7月27日,蘇軍嘗試攻佔山丘，於隔天被武裝親衛隊第3裝甲軍擊敗。黨衛軍第11偵查營及I營，第47武裝擲彈團(武裝親衛隊愛沙尼亞第3團)在7月28日前的夜晚發動猛烈的反擊，當愛沙尼亞營被殲滅後，反擊便為蘇軍坦克砲火消滅。在當天結束前並沒有取得突破，兩個蘇聯紅軍师將目標放在"納爾瓦"分隊，其位於三座山丘的中間。
這場戰役的高潮為蘇軍在7月29日的攻勢。蘇軍消滅了德軍的抵抗，但蘇軍在後續攻擊中遭受了大量傷亡。蘇聯紅軍坦克包圍了格瑞納德利馬吉及最西邊的多尼馬吉山丘。同時，斯坦納將軍將七輛坦克用於反攻，蘇聯紅軍向後撤退。這使得德軍得以展開一場兇猛的反攻。武裝親衛隊上尉保羅·馬特拉重新占領格瑞納德利馬吉中部並支援以德軍為首的多國聯軍。大約有136,830名蘇聯紅軍士兵於1944年7月參加了納爾瓦攻勢，只有數千人存活。數個蘇聯紅軍坦克團被殲滅。
由於支援的迅速，這2支蘇聯紅軍恢復了進攻。蘇聯最高統帥部要求殲滅納爾瓦分隊並在8月7日以前攻下拉克韋雷。蘇聯紅軍第2突擊軍團在大量攻勢皆不能突破納爾瓦分隊的防禦下，於8月2日以前將20,000人撤走。戈沃羅夫於8月10日暫停了攻勢。

## 傷亡
在蘇聯時代，在納爾瓦戰役中的損失沒有在蘇聯文件中提到。 近年來，俄羅斯作家已發表了一些數字。 但不包括整個戰鬥過程。 蘇聯的傷亡人數只能間接地估計。
“納爾瓦”分隊在1944年2月的行動中共有23,963人死亡、受傷和失踪。 在隨後直至1944年7月30日為止的幾個月，德軍另外的傷亡了34,159人，其中5,748人死亡及1,179人在行動中失踪。 德軍在戰役初始階段傷亡人數為58,000人，其中12,000人在行動中死亡或失踪。1944年7月24日至8月10日，德軍有1,709人被埋在愛沙尼亞。 加上在行動中失踪的人數，該段時間死亡人數估計約為2,500人。根據無法挽回的損失相對於傷員會計標準四比一的比例，德軍在後期戰鬥的傷亡人數大約為10,000人。在納爾瓦戰役德軍的總傷亡人數估計為14,000死亡或失踪及54,000人受傷或生病。

## 結果

### 波羅的海攻勢
在9月1日，芬蘭宣布停止同德國的軍事合作並簽訂莫斯科停戰協定。9月4日，芬蘭向蘇聯開放他們的水域。在里加攻勢威脅到德國北方集團軍的退路，北方集團軍開始準備自愛沙尼亞撤離（奧斯特行動）。德國陸軍總部已將撤退路徑準備好。9月14日，一個臨時準備撤退的命令被賦予給"諾德蘭"師。 9月17日，由副海軍上將迪奧多爾·布恰迪所率領的一支海軍開始疏散德軍及愛沙尼亞居民。在6天之內，大約有50000名士兵及1000名囚犯被運走。第18集團軍被命令撤向拉脫維亞。
蘇聯波羅的海第1方面軍、波羅的海第2方面軍以及波羅的海第3方面軍在9月14日展開波羅的海攻勢。這次行動是要將北方集團軍圍困在愛沙尼亞。在經過大量爭吵後，希特勒同意將軍隊撤離愛沙尼亞。蘇軍第2突擊軍團在9月17日展開塔林攻勢，其建立在發生於愛沙尼亞南部的塔爾圖攻勢的基礎上。在9月19日午夜之前，"納爾瓦"分隊自坦能堡防線撤離。蘇聯第8軍團報告在敵軍撤退5小時後，他們開始朝著愛沙尼亞海岸及拉脫維亞追趕敵軍。黨衛軍第3裝甲軍在9月20日到達派爾努，當黨衛軍第2裝甲軍向南撤退以維持第18集團軍的後方時。 蘇軍在9月22日拿下塔林。蘇軍在9月24日以前清除在哈佩薩魯的敵軍。德國裝甲軍在隔天撤退到蒙新島，完成了自愛沙尼亞的撤退，期間只遭受了少量傷亡。
蘇聯第8軍團在蒙桑登陸行動中拿下了蒙桑群島。波羅的海攻勢最終成功將德軍驅逐出愛沙尼亞、大部分拉脫維亞及立陶宛。
在撤出愛沙尼亞時，德軍指揮部命令解除數千名當地愛沙尼亞新兵的軍事任務。然而，當該地被蘇聯控制後蘇軍開始命令徵召波羅的海當地人入伍。 儘管最終一些人向雙方效力，还是有數千人隱蔽在樹林中以避免被徵兵。
北方集團軍與中央集團軍的陸上連繫版被切斷，它被困在庫爾蘭口袋，這是一塊在拉脫維亞被佔領之波羅的海海濱地區。1月25日，希特勒把北方集團軍更名庫爾蘭集團軍因含蓄地意識到，沒有可能恢復庫爾蘭和東普魯士之間的走廊。 蘇聯紅軍開始包圍和收緊包圍圈使蘇軍把重點放在進攻東普魯士的行動。這個庫爾蘭集團軍庫爾蘭仍有可能作全面撤退。紅軍對庫爾蘭口袋的行動一直持續到庫爾蘭集團軍於1945年5月9日投降，當時近200,000名德軍在這裡被俘。

### 芬蘭的結局
德軍在納爾瓦長時間的抵抗使得愛沙尼亞不能做為蘇軍對赫爾辛基以及其他芬蘭城市發動兩棲攻勢的跳板。蘇聯最高統帥部希望自愛沙尼亞向芬蘭發動進攻的目標未能實現。芬軍總司令卡爾·古斯塔夫·埃米爾·曼納海姆反覆告知德國一旦德軍自愛沙尼亞撤退，芬蘭將會全力尋求和平，即使條件極為不利。因此，納爾瓦戰役使芬蘭免於遭到蘇聯的佔領，維持了自身的戰力並成功使自己的要求成為莫斯科停戰協定的內容。

### 嘗試重新建立愛沙尼亞政府
德軍漫長的防線阻止了蘇軍迅速突入愛沙尼亞，這使地下的愛沙尼亞共和國全國委員會有足夠的時間試圖重新建立獨立的愛沙尼亞。1944年8月1日，全國委員會宣布委員會是愛沙尼亞的最高權力機構和1944年9月18日，代理國家元首烏魯·沃特任命了奧托·蒂夫領導下一個新的政府。在英語廣播電台中，政府宣布，在戰爭中保持中立。政府發出兩個版本的政府公報(國家公報)，但沒有時間來分發。9月21日，國家軍隊佔領了在塔林托姆比亞的政府大樓，命令德軍部隊離開。 4天後懸掛在赫爾曼塔的愛沙尼亞國旗被蘇軍除下。愛沙尼亞流亡政府繼續為愛沙尼亞國家事務服務直至1992年，當時將權力交給總統塔林倫納特·梅里。

### 平民難民
蘇軍的進攻被拖延允許超過25,000名愛沙尼亞人和3,700名瑞典人逃往中立的瑞典和6,000名愛沙尼亞人逃往芬蘭。數以千計的難民因船隻在波羅的海沉沒而喪生。 9月，90,000名士兵和85,000愛沙尼亞、芬蘭、德國難民和蘇聯戰俘被疏散到德國。 德軍在撤退行動中僅損失一艘蒸汽船。此後德國繼續從可用的愛沙尼亞港口進行海上撤離， 有多達1,200人在蘇軍的襲擊中被淹死。

### 吞併愛沙尼亞

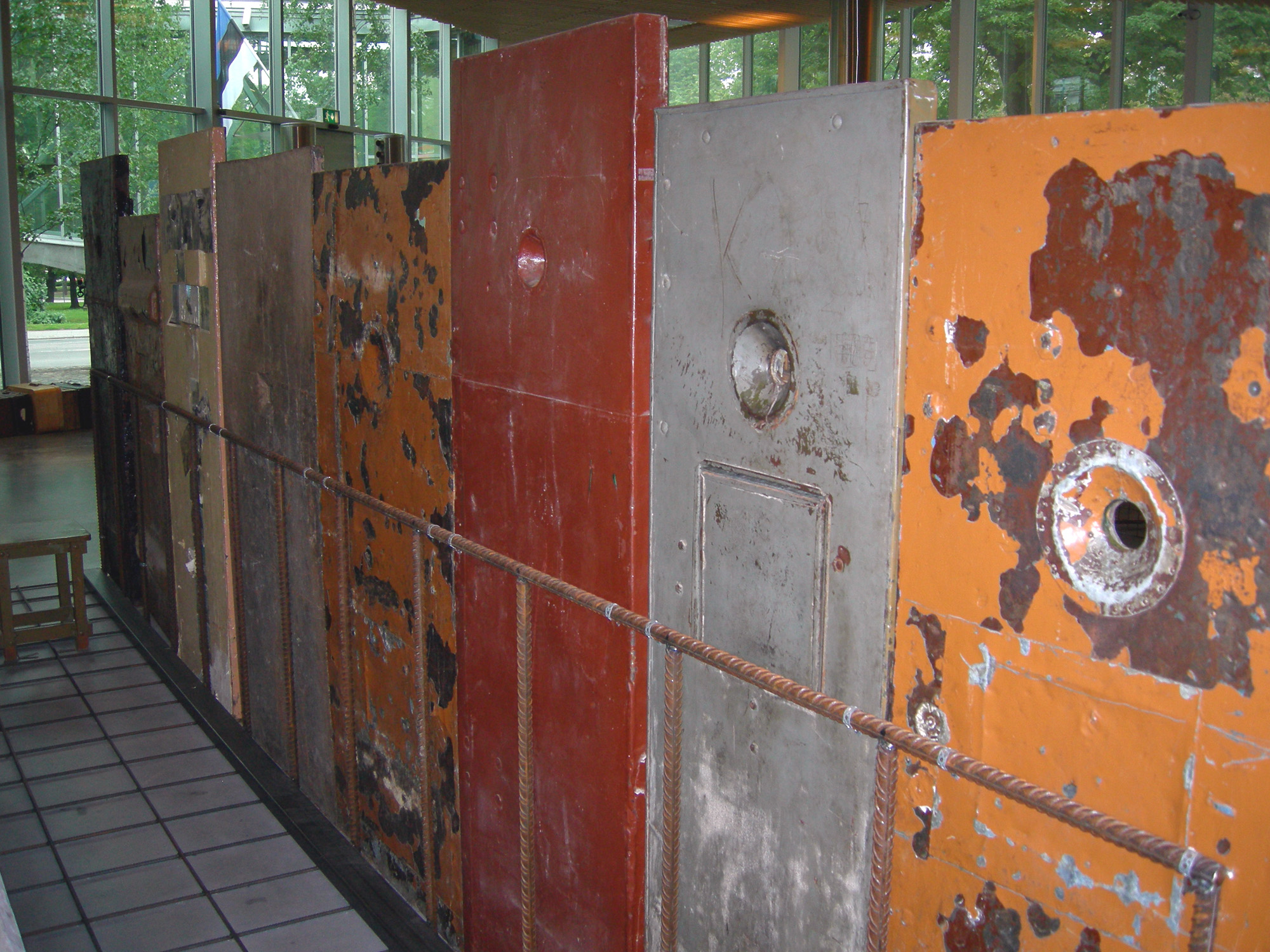
在愛沙尼亞塔林的佔領博物館內展示的蘇聯監倉大門

蘇聯當局重新規定了1940年的國有化政策，以及集體化農場。超過900,000公頃農地被徵用，在1944年之後的幾年裡，大部分土地是分配給從俄羅斯或蘇聯其他地點來到的新定居者。快速集體化始於1946年，隨後在1947年打擊富農農民。通過徵稅來開始鎮壓。那些抵制集體化的農民被殺害或驅逐出境。到1951年百分之九十五的農場被沒收。
1949年大規模驅逐約21,000人，打斷了森林兄弟游擊隊運動的骨幹。在1949年11月有6,600人放棄。後來，匈牙利起義失敗破壞了仍然存在的700人的士氣。根據蘇聯的數據，直到1953年，20,351名游擊隊員被擊敗，1,510人死於這場戰事。1,728名紅軍、內務人民委員部和民兵被森林兄弟殺害。奧古斯特·莎比，在愛沙尼亞最後倖存的“森林兄弟”，於1978年被前蘇聯克格勃特工發現和殺害。
在戰後蘇聯吞併愛沙尼亞的第一個10年，愛沙尼亞由莫斯科通過在俄羅斯出生的愛沙尼亞州長管轄。出生在俄羅斯的愛沙尼亞本土居民家屬，後者在20世紀30年代未史達林鎮壓期間已經在蘇聯接受紅色教育。其中許多人曾參加過紅軍（愛沙尼亞步兵團），少數人懂得愛沙尼亞語。
雖然蘇聯的盟國美國和英國在第二次世界大戰中對抗德國，“實際”上直至1945年的雅爾塔會議才承認蘇聯兼併愛沙尼亞共和國，根據1940年7月23日的薩姆納·韋爾斯的宣言，西方世界政府在原則上不承認蘇聯在1940年和1944年吞併愛沙尼亞的行動。這些國家承認愛沙尼亞外交官和領事仍在他們以前國家的政府之下辦事。這些過時的外交官堅持這種不正常的狀況，直至愛沙尼亞最終於1991年恢復獨立。1994年8月，最後一批蘇聯軍隊撤出愛沙尼亞。